# یواس‌اس اینرایت (دی‌یی-۲۱۶)
یواس‌اس اینرایت (دی‌یی-۲۱۶) (به انگلیسی: USS Enright (DE-216)) یک کشتی بود که طول آن ۳۰۶ فوت (۹۳ متر) بود. این کشتی در سال ۱۹۴۳ ساخته شد.